# Alexandre Corbière
 (septembre 2010).
Si vous disposez d'ouvrages ou d'articles de référence ou si vous connaissez des sites web de qualité traitant du thème abordé ici, merci de compléter l'article en donnant les références utiles à sa vérifiabilité et en les liant à la section « Notes et références ».
Pour les articles homonymes, voir Corbière.
Alexandre Corbière, né le 3 mars 1804 à Ravigny en Mayenne et mort le 4 décembre 1861 à Schaffhouse (Suisse), est un notaire et un banquier, maire de la ville d'Alençon de 1855 à 1861.

## Biographie

### Vie personnelle
Le 8 octobre 1832 au Mans, il épouse Delphine Désirée Foure âgée de 16 ans et fille d'un chirurgien manceau. Leur premier enfant, Delphine Anne, naît le 3 juillet 1834. En 1841, il s'établit à Alençon où son beau-frère, Pierre-Charles Duroy, est pharmacien. Le 9 mars 1849, Delphine, sa femme, décède 3 jours après avoir donné naissance à des jumeaux mort-nés.
On apprend, le 18 juillet 1857, qu'il possède diverses carrières de granit. Le 14 avril 1861, dans Le Droit, une rumeur court selon laquelle M. Corbière [aurait] pris une résolution désespérée. Il s'avère finalement qu'il est décédé le 4 décembre 1861 à Schaffhouse (Suisse) à la cure de la Cathédrale Am Munster.
Il aura eu, finalement, 10 enfants dont 7 filles. Les trois garçons sont morts en bas âge (deux jumeaux mort-nés ainsi qu'un garçon décédé à l'âge de 11 mois)

### Carrière de notaire (1829-1841)
Nommé le 6 septembre 1829 en tant que notaire de Ravigny en remplacement de son père, il prête serment le 23 du même mois.
Il démissionne en 1832 et est remplacé par Jean-Baptiste-Noël-Clément Chaulin-Servinière le 27 novembre 1832.
Il est ensuite notaire à Domfront de 1832 à 1841.

### Carrière de banquier (1841-1861)
Il crée, en 1843, la Banque de l'Orne avec M. Curial, pair de France et maire d'Alençon et M. Levêque, président du tribunal de commerce (ainsi que de nombreux commanditaires). La banque est dissoute après expiration du temps fixé pour sa durée, mais il reprend la maison pour son compte avec le concours de certains associés.
Il occupe le poste de directeur gérant de cette banque qui est la première à voir le jour dans l'Orne (auparavant, l'escompte était pratiqué soit par les négociants locaux, soit par des banquiers parisiens). Il se livra à des opérations (en général prospères) sur une très large échelle ainsi que dans une foule d'affaires industrielles, aussi bien en France qu'à l'étranger dans lesquelles il a dû perdre des sommes considérables à en juger par les résultats (il tenait lui-même sa comptabilité, ce qui rend impossible la connaissance de la situation véritable). Il achète, le 1er juillet 1842, une maison rue des Grandes Poteries à Alençon (pour 3 000 francs) puis, le 9 août 1842, une maison contigüe (n°37, où naissent Anne Marguerite et les enfants suivants) pour 15 000 francs. Cette maison deviendra, le 16 mars 1843, le siège (et les bureaux) de la Banque commerciale de l'Orne. La banque effectue des escomptes et recouvrements pour un chiffre de 240 millions par an dont 75 millions pour la succursale du Mans.
Le 8 avril 1861, il est allé à Paris pour tenter de sauver sa banque, mais, en vain, le tribunal de commerce prononçant la mise en faillite.

### Maire d'Alençon (1855-1861)
Il est, en parallèle de son métier de banquier, maire d'Alençon de 1855 à 1861. Il participe activement à la création, le 25 novembre 1855, de la société des secours mutuels de la ville d'Alençon (ancêtre des mutuelles telles que nous les connaissons aujourd'hui). En 1856, il pense « qu'il faut que la Providence revienne au travail du point, pour l'enseigner aux petites filles de l'école gratuite » (il s'agit du point d'Alençon, point de dentelle). « Trois maitresses ouvrières (auxquelles on a adjoint trois religieuses) sont occupées à montrer le point d'Alençon ».  Le 15 juillet 1857, il prononce le discours inagural du musée des beaux arts d'Alençon à l'occasion du 25e congrès de l'association normande pour les progrès de l'agriculture et de l'industrie.
Son successeur, Alphonse Grollier, est nommé maire d'Alençon le 26 juin 1861.

## Sources
- A. Le Clère, « On écrit d'Alençon… », L'Ami de la religion et du roi, vol. 9,‎ avril 1861, p. 159 (lire en ligne)